# Voiello
Voiello est une entreprise agroalimentaire de production de pâtes italienne fondée en 1879 à Torre Annunziata.
Depuis 1973, elle appartient au groupe Barilla.

## Histoire
En 1879, Giovanni Voiello inaugure l’usine de pâtes qui porte son nom à Torre Annunziata, dans la province de Naples. En quelques années la marque devient synonyme d’excellence et une référence pour l’aristocratie napolitaine. La modernisation des technologies permet à l’entreprise de vendre ses produits en dehors de la Campanie et dans le reste de l’Italie.
En 1924, l’entreprise est nommée simplement « Voiello », avec un logo en majuscules où le v se termine en une ligne horizontale au-dessus de toutes les autres lettres. Giovanni Voiello commence à participer aux foires nationales et internationales. En 1932, le logo est revu pour supprimer la ligne supérieure. L’entreprise traverse une grande crise pendant la Seconde Guerre mondiale, mais retrouve son équilibre avec les reconstructions d’après-guerre.
Voiello connaît des difficultés de distribution dans les années 1970, et est rachetée par le groupe Barilla en 1973. Aujourd’hui, Voiello représente la ligne haut de gamme de Barilla sur le marché italien,.